# Țurkiv, Zdolbuniv
Țurkiv (în ucraineană Цурків) este un sat în comuna Spasiv din raionul Zdolbuniv, regiunea Rivne, Ucraina.

## Demografie
Componența lingvistică a localității Țurkiv
     Ucraineană (100%)
Conform recensământului din 2001, toată populația localității Țurkiv era vorbitoare de ucraineană (100%).